# Tacatecutli

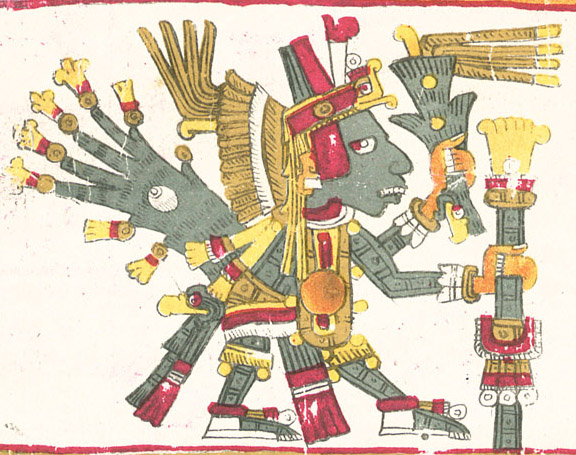
Tacatecutli – rysunek z Kodeksu Borgia

Tacatecutli lub Yacatecuhtli – w mitologii azteckiej bóg kupców i podróżników.
Imię Yacatecuhtli znaczy Pan nosa lub też Ten, który idzie na przedzie, Ten, który prowadzi. Przedstawiano go z długim, zadartym ku górze nosem, laską podróżną, a czasem z ładunkiem niesionym na plecach.